# Tołmaczowo (stacja kolejowa)
Tołmaczowo (ros. Толмачёво) – stacja kolejowa w miejscowości Tołmaczowo, w rejonie łużskim, w obwodzie leningradzkim, w Rosji. Położona jest na linii dawnej Kolei Warszawsko-Petersburskiej.

## Historia
Stacja powstała w 1857 pomiędzy stacjami Ługa i Mszynskaja. W czasach carskich nosiła nazwę Prieobrażenskaja (ros. Преображенская). Obecną nazwę nadano na cześć działacza komunistycznego Nikołaja Tołmaczowa.

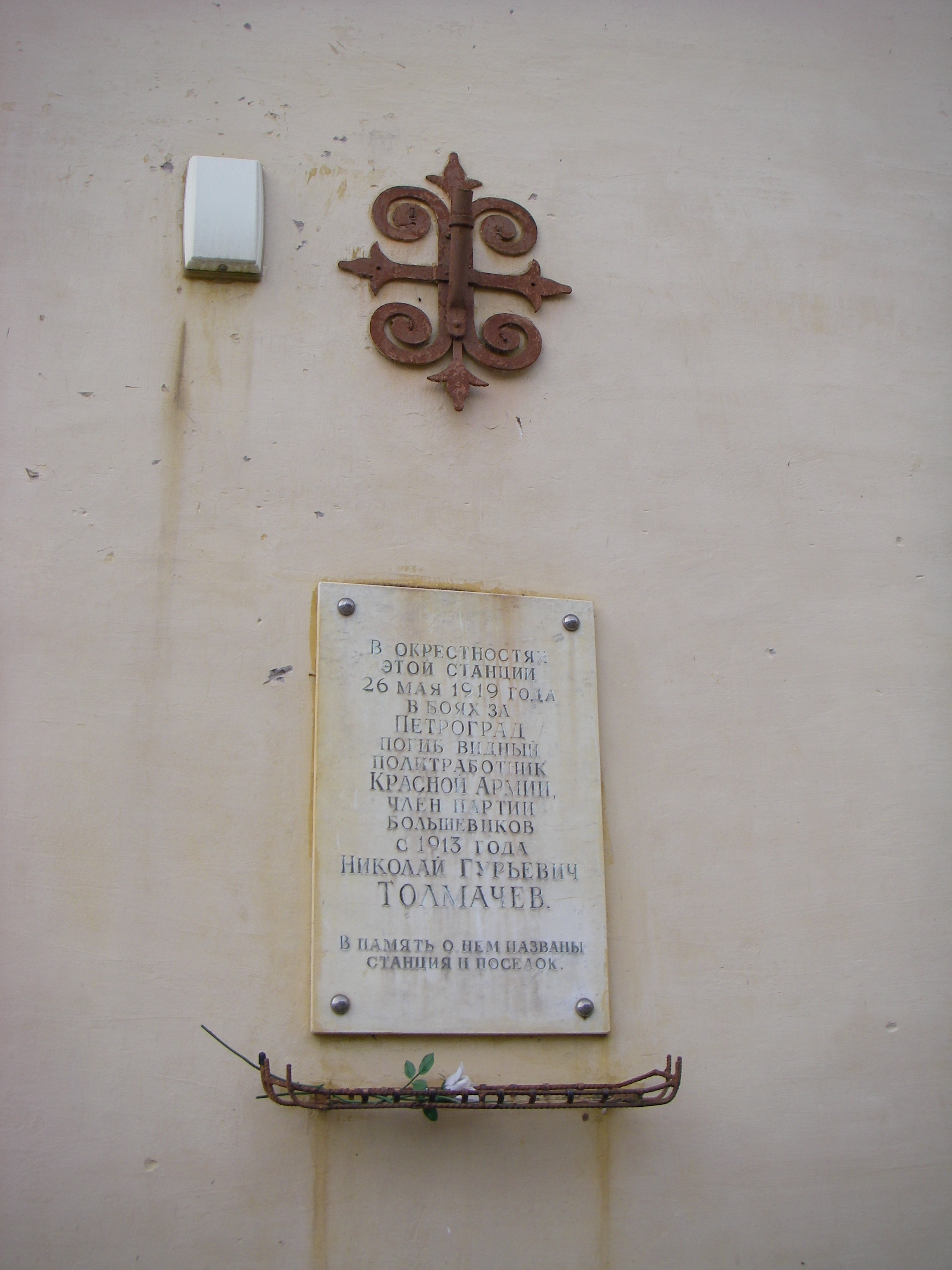
Tablica ku pamięci Nikołaja Tołmaczowa na budynku stacji